# Британска Девичанска Острва на Светском првенству у атлетици на отвореном 2011.
Британска Девичанска Острва су учествовала на 13. Светском првенству у атлетици на отвореном 2011. одржаном у Тегу од 27. августа до 4. септембра тринаести пут, односно учествовала су на свим првенствима до данас. Репрезентацију Британских Девичанских Острва представљала је једна атлетичарка која се такмичила у скоку удаљ. , 
На овом првенству Британска Девичанска Острва нису освојила ниједну медаљу.

## Учесници
Жене:
- Шантел Малон — Скок удаљ

## Резултати

### Жене
| Атлетичарка  | Дисциплина | Лични рекорд | Квалификације | Квалификације | Група    | Група | Полуфинале | Полуфинале | Финале                | Финале       | Детаљи |
| Атлетичарка  | Дисциплина | Лични рекорд | Резултат      | Место         | Резултат | Место | Резултат   | Место      | Резултат              | Место        | Детаљи |
| ------------ | ---------- | ------------ | ------------- | ------------- | -------- | ----- | ---------- | ---------- | --------------------- | ------------ | ------ |
| Шантел Малон | скок удаљ  | 6,56 НР      | 6,12          | 15. у гр. Б   |          |       |            |            | Није се квалификовала | 30 / 34 (36) |        |